# Acronicta nigrivitta
Acronicta nigrivitta är en fjärilsart som beskrevs av George Francis Hampson 1891. Acronicta nigrivitta ingår i släktet Acronicta och familjen nattflyn. Inga underarter finns listade i Catalogue of Life.